# Lamboley Peak
Der Lamboley Peak ist ein rund 1000 m hoher und markanter Berg an der Orville-Küste des Palmerlands im Süden der Antarktischen Halbinsel. Er ragt im nordwestlichen Teil der Prehn-Halbinsel auf.
Erste Luftaufnahmen entstanden bei der US-amerikanischen Ronne Antarctic Research Expedition (1947–1948). Der United States Geological Survey kartierte ihn anhand eigener Vermessungen und Luftaufnahmen der United States Navy aus den Jahren von 1961 bis 1967. Das Advisory Committee on Antarctic Names benannte ihn 1968 nach Paul Eugene Lamboley (* 1938), Funker auf der Amundsen-Scott-Südpolstation im Jahr 1964.